# Superatios
Los Superati o Superatios eran una de las tribus pertenecientes al pueblo protohistórico de los Astures Augustanos, que fueron nombrados por Plinio y Ptolomeo. El nombre de Superati, de origen latino, puede hacer referencia a los que están por encima de un supuesto río Ata, tal vez el Tera. La denominación latina probablemente se debe a la inexistencia de un nombre con el que se conocieran a sí mismos los pueblos que habitaban la región, lo que indicaría una falta de unidad política entre los mismos.
Según Schulten, tenían su territorio en el norte de la provincia de Zamora, más concretamente en la zona del Valle de Vidriales, teniendo su centro principal en Petavonium, en el actual pueblo de Rosinos de Vidriales, aunque también podrían haber estado relacionados con el cercano Castro de Las Labradas en Arrabalde.
La forma de vida de este pueblo se corresponde con la cultura castreña del noroeste de la península ibérica, cuyo origen estaría en la Edad del Bronce, y se puede asimilar a la descrita por Estrabón para todos los pueblos montañeses de esa zona.
Hasta el momento en que se produce la romanización de los pueblos astures, podemos decir que, por su organización social y tecnología utilizada, los Superati se podrían situar en la segunda Edad del Hierro, desde que en el siglo II antes de nuestra era, fueran poblados la mayor parte de estos territorios coincidiendo con el apogeo de la cultura hispanocelta.
- Datos: Q9080585